# دانيال مونداي
دانيال مونداي  (بالإنجليزية: Daniel Munday)‏ مواليد 7 مارس 1985، هو لاعب كرة سلة أسترالي سابق بدأ مسيرته الاحترافية في سنة 2009.